# چارلی گیلمور (زاده۱۹۹۹)
چارلی گیلمور (انگلیسی: Charlie Gilmour؛ زادهٔ ۱۱ فوریهٔ ۱۹۹۹) بازیکن فوتبال اهل بریتانیا است.
از باشگاه‌هایی که در آن بازی کرده‌است می‌توان به باشگاه فوتبال آرسنال و باشگاه فوتبال نوریچ سیتی اشاره کرد.
وی همچنین در تیم‌های ملی فوتبال Scotland national under-16 football team, Scotland national under-16 football team, England national under-16 football team، زیر ۱۷ سال انگلستان، Scotland national under-17 football team، و Scotland national under-19 football team بازی کرده‌است.